# HMS Furusund (20)
HMS Furusund (20), även MUL 20 och sedan 2011 A 320, levererades 1983 som en prototyp till ny minutläggare för det dåvarande kustartilleriet inom marinen. Efter kompletteringsutrustning och ombyggnad är fartyget idag verksamt som dykeri- och bärgningsfartyg, med huvuduppgift att underhålla och reparera marinens fasta undervattenssystem. Furusund var bland annat med och bärgade M/S Estonias bogvisir, JAS 39 Gripen nr 39.156 som havererade i Vänern den 20 september 1999 samt den nedskjutna DC 3:an i Östersjön.

## Bilder

Furusunds vapen.
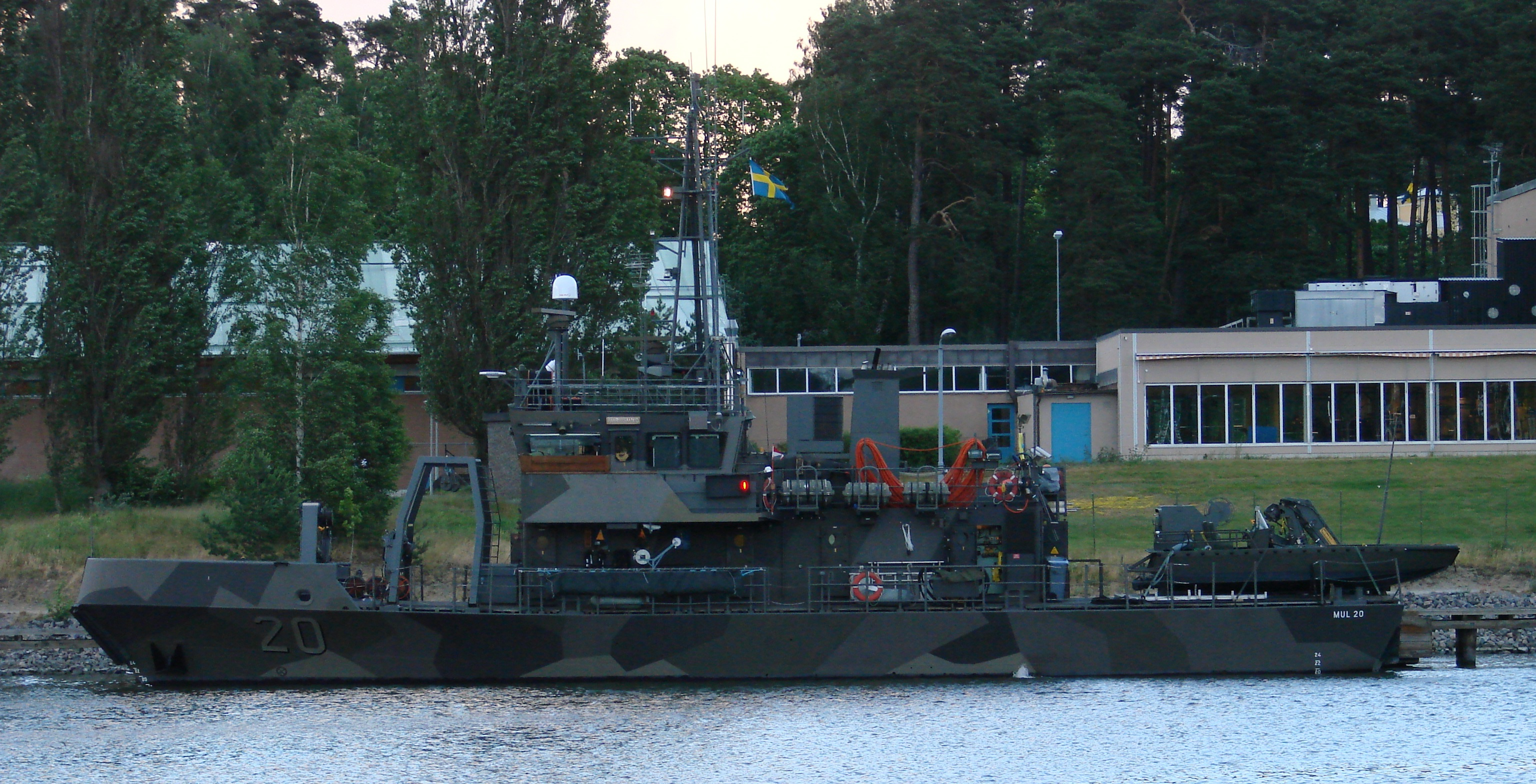
Bild från 2007 i dess tidigare utförande.